# Azar Lawrence
Azar Lawrence (3 november 1953 i Los Angeles Californien) er en amerikansk jazzsaxofonist.
Lawrence fik sit gennembrud i McCoy Tyner´s gruppe i midten af 1970´erne. Han spillede i den periode også med Freddie Hubbard og Miles Davis. 
Han har ligeledes spillet med Woody Shaw, Julian Priester, Harvey Mason, Paul Jackson og Lee Ritenour og lavet plader i eget navn.